# Segunda División de Gozo 2019-20
La Segunda División de Gozo 2019-20 fue la edición número 60 de la Segunda División de Gozo. El torneo también es conocido como BOV Segunda División en razones de patrocinio, al ser auspicida por el Bank of Valleta.
En ella participan 6 equipos los cuales jugarán entre sí mediante un Sistema de todos contra todos cuatro veces totalizando 20 partidos cada uno. Al término de las 20 jornadas el equipo con mayor puntuación se proclama campeón y asciende a la Primera División de Gozo 2020-21, por otro lado el segundo clasificado jugará el play-off de ascenso y descenso contra el penúltimo de la Primera División de Gozo 2019-20. Sin embargo debido a la pandemia del coronavirus dio por terminada la temporada declarando a Sannat Lions FC como campeón y que cancelara los ascensos y descensos. Sin embargo solo hubo 2 ascensos.

## Equipos participantes
| Pos.   | Equipo                | Ciudad      | Fundación |
| ------ | --------------------- | ----------- | --------- |
| 8 (PD) | Munxar Falcons FC     | Munxar      | 1972      |
| 2      | Sannat Lions FC       | Sannat      | 1937      |
| 3      | St. Lawrence Spurs FC | San Lawrenz | 1968      |
| 4      | Oratory Youths FC     | Victoria    | 1946      |
| 5      | Żebbuġ Rovers FC      | Żebbuġ      | 1975      |
| 6      | Qala Saints FC        | Qala        | 1968      |

### Ascensos y descensos
| Pos. | Descendido de la Primera División 2018-19 |
| ---- | ----------------------------------------- |
| 8    | Munxar Falcons FC                         |

| Pos. | Ascendido de la Segunda División 2018-19 |
| ---- | ---------------------------------------- |
| 1    | Xagħra United FC                         |

## Tabla de posiciones
Actualizado el 12 de Marzo de 2020
| Pos. | Equipo                | PJ | PG | PE | PP | GF | GC | DG  | Pts. | Clasificado a                      |
| ---- | --------------------- | -- | -- | -- | -- | -- | -- | --- | ---- | ---------------------------------- |
| 1    | Sannat Lions FC (C)   | 16 | 14 | 0  | 2  | 51 | 16 | +35 | 40   | Campeón y Primera División 2020-21 |
| 2    | Oratory Youths FC     | 15 | 11 | 3  | 1  | 41 | 17 | +24 | 36   | Primera División 2020-21           |
| 3    | St. Lawrence Spurs FC | 16 | 7  | 2  | 7  | 32 | 30 | +2  | 23   |                                    |
| 4    | Żebbuġ Rovers FC      | 15 | 3  | 2  | 10 | 31 | 46 | -15 | 11   |                                    |
| 5    | Munxar Falcons FC     | 15 | 3  | 2  | 10 | 23 | 43 | -20 | 11   |                                    |
| 6    | Qala Saints FC        | 15 | 3  | 1  | 11 | 20 | 46 | -26 | 10   |                                    |